# 小山田昌成
小山田 昌成（おやまだ まさなり）は、戦国時代の武将。甲斐国の戦国大名武田氏の家臣で譜代家老衆。諱は昌行（まさゆき）、「昌重」（まさしげ）とする所伝もあるが、確実な文書で見られる実名は昌成である、父は小山田虎満（初代備中守、上原伊賀守、出家名は玄怡。昌辰と言われていた人物）。昌成の弟に大学助、昌成の子息に藤四郎がいる。同時期の備中守系小山田氏では昌盛（六左衛門尉）がおり、昌成の嫡子あるいは弟であったと考えられている。

## 生涯
父の虎満は晴信期の譜代家臣として信濃侵攻における活躍が見られ、天文9年には信濃佐久郡内山城（長野県佐久市）の城代になり石田小山田氏（郡内領主小山田氏とは別系統の一族）の名跡を継承し「小山田備中守」を称している。
虎満は真田幸綱とともに武田氏の西上野侵攻において従軍しているが、永禄7年（1564年）には、幸綱は上野国衆安中越前入道が北信地域において武田方と敵対していた越後国の上杉輝虎に内通し虎満の在番城（上野松井田城か）へ侵攻している旨を信玄に報告しており、信玄は昌成を虎満の元へ派遣し伝言を伝えている。
「昌成」の初見文書は永禄9年には信濃佐久郡に知行を与えられているが、この時には宛名に「藤四郎」とある。同年10月には父虎満とともに上野松井田城の防衛を命じられており、この文書においては「菅右衛門尉」を名乗っていることから、この間に受領官位を得たと考えられている。
虎満は天正7年（1579年）の死去まで内山城代を務めていることが確認されているが、永禄10年（1567年）には嫡男である菅右衛門尉（昌成）への知行・同心衆譲渡を認められており、この頃に虎満は隠居したと考えられている。昌成は二代目備中守を襲名しているが、虎満は高野山蓮華定院過去帳によれば天正7年（1579年）10月12日に死去しているが、死去するまで備中守を称していることから、昌成の2代目襲名はこれ以降のことであると考えられている。
昌成の活動が見られる文書は少ないが、天正3年（1575年）からは四点の龍朱印状の奉者として見られる。天正3年（1575年）長篠の戦いでは兵500を率い、敗走中に追撃してきた徳川方の松平伊忠を返り討ちにしている。´
勝頼期の1582年（天正10年）3月には織田信長・徳川家康連合軍が武田領国である信濃への侵入を開始する。昌成は信濃伊那郡高遠城主・仁科盛信の相備衆として救援に向い、仁科盛信の副将として信長の嫡男・信忠率いる大軍に対して籠城し、盛信や弟の大学助らと共に討死した（高遠城の戦い）。

## 系譜
- 父：小山田虎満（昌辰）
- 母：不詳
- 妻：不詳
  - 男子：小山田藤四郎
  - 男子：小山田昌盛?